# Gare de Gan
Ne doit pas être confondu avec Gare de Gannes.
La gare de Gan est une gare ferroviaire française de la ligne de Pau à Canfranc (frontière), située sur le territoire de la commune de Gan, dans le département des Pyrénées-Atlantiques en région Nouvelle-Aquitaine.
C'est une halte ferroviaire de la Société nationale des chemins de fer français (SNCF), elle est desservie par des trains express régionaux TER Nouvelle-Aquitaine.

## Situation ferroviaire
Établie à 208 m d'altitude, la gare de Gan est située au point kilométrique (PK) 223,244 de la ligne de Pau à Canfranc (frontière) entre les gares ouvertes de La Croix-du-Prince et de Buzy-en-Béarn, dont elle était séparée par la halte des Hauts-de-Gan, aujourd'hui fermée. La ligne à voie unique n'est que partiellement exploitée : elle est fermée à la sortie de la gare de Bedous.
Elle dépend de la région ferroviaire de Bordeaux. Elle est équipée d'une voie unique avec un quai disposant d'une longueur utile de 170 m.

## Histoire
Le bâtiment voyageurs et sa halle à marchandises ont été vendus, ils sont aujourd'hui un domicile privé.

## Service des voyageurs

### Accueil
Halte SNCF c'est un point d'arrêt non géré (PANG) à entrée libre, équipé d'un quai avec abri. La gare a généré 8244 voyageurs en 2024

### Desserte
La gare est desservie par :
- La ligne TER 55 des trains TER Nouvelle-Aquitaine qui effectuent des missions entre les gares de Pau et Bedous. Ces trains sont terminus à Oloron-Sainte-Marie ou à Bedous[3].

### Intermodalité
La gare de Gan permet de faciliter l'intermodalité en réunissant différents modes de transports sur un même lieu.
- Arrêt de bus du réseau Idelis : ligne 11 - arrêt Villefranche.
- Parking gratuit
- Parking à vélo (non sécurisé)